# Charles Renard

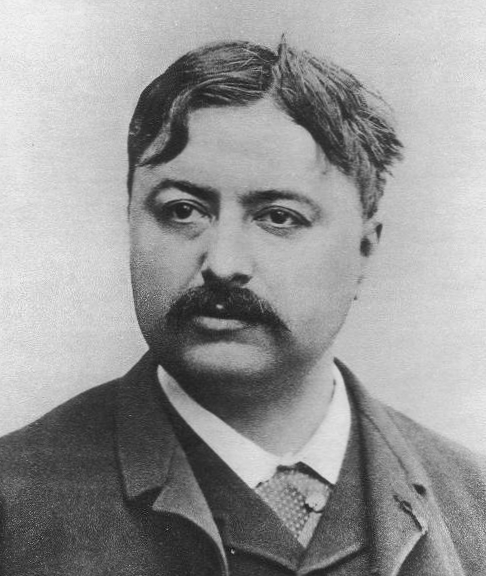
Charles Renard

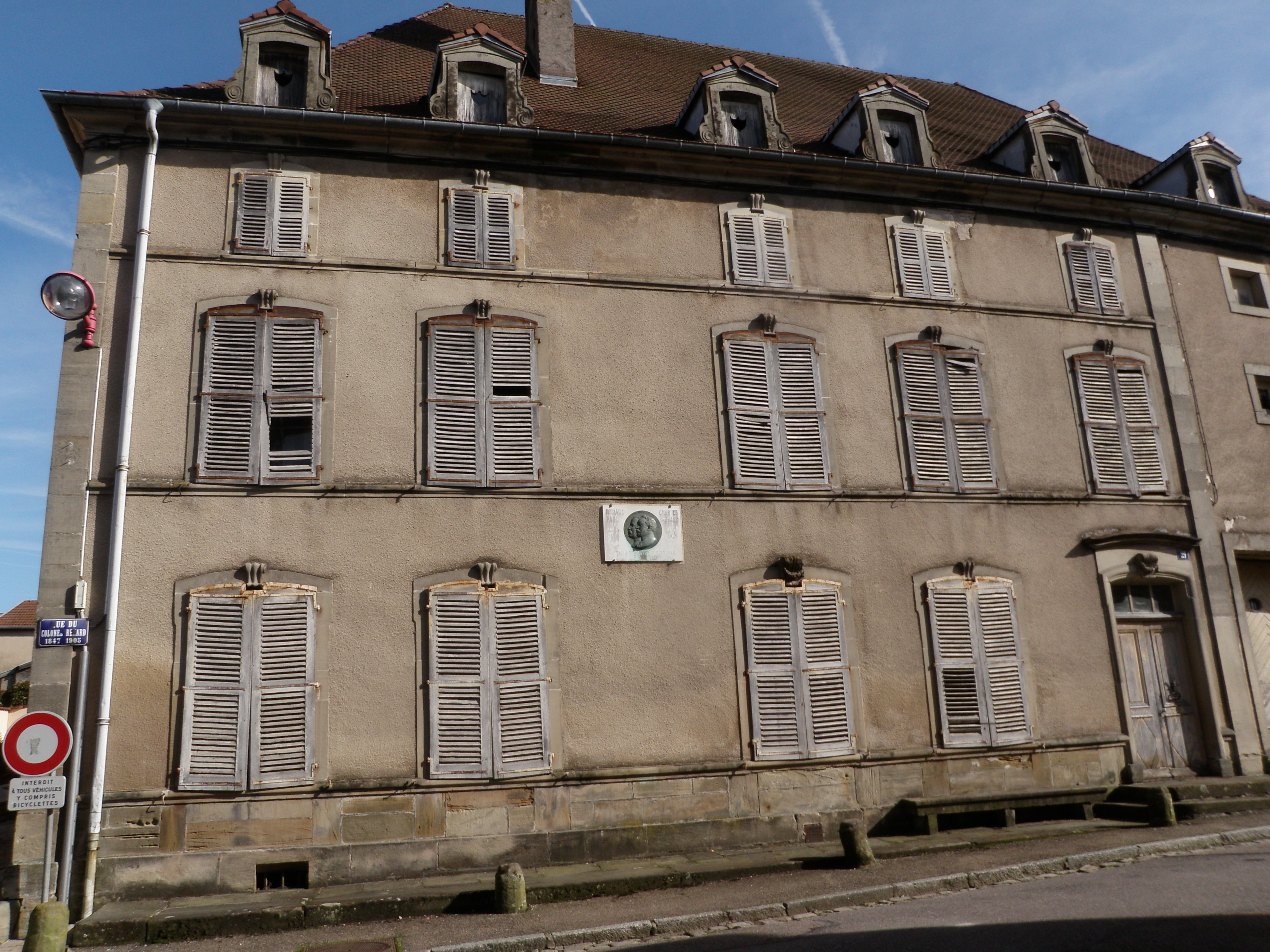
Wohnhaus der Familie Renard in Lamarche mit Erinnerungstafel an die Brüder Charles und Paul. Die Straße wurde später zu Charles Ehren umbenannt.

Louis Marie Joseph Charles Renard (* 23. November 1847 in Damblain, Département Vosges; † 13. April 1905 in Chalais-Meudon) war ein französischer Ingenieur, Berufsoffizier, Erfinder und Erbauer von Luftschiffen.
Charles Renard stammte aus wohlhabendem Haus. Seine Eltern waren der Friedensrichter und Grundbesitzer Athanase Joseph Romain Renard und Charlotte Joséphine, geb. Burel. Die Familie lebte zunächst in einem Haus an der Rue des Récollets und später in Lamarche.

## Militärkarriere
1866 bestand er die Aufnahmeprüfung an die École polytechnique in Paris, nahm aber das Studium an der Militärakademie École d’application de l’artillerie et du génie in Metz auf. Am 1. Oktober 1868 wurde er als Sous-Lieutenant der Genietruppen brevetiert. Während des Deutsch-Französischen Krieges 1870/71 diente er im 3. Genie-Regiment in der Armée de la Loire. Die Beförderung zum Leutnant erfolgte am 1. Oktober 1870. Renard war danach an den Gefechten von Artenay und Cercottes, der Verteidigung von Orléans und an der Schlacht bei Le Mans beteiligt.
Bereits in Friedenszeiten erfolgte am 13. April 1872 die Beförderung zum Oberleutnant und am 27. Oktober 1873 zum Capitaine de 2ième classe à l’état Major du Génie.

## Die Renard-Serie
Renard untersuchte die erforderliche Festigkeit von Halteseilen für Ballone. Dabei stellte er fest, dass die Armee dazu 425 Kabel mit unterschiedlichen Durchmessern verwendete, aber 17 verschiedene ausreichen würden. Aus dieser Erkenntnis entwickelte er die Grundlagen für das System der Normzahlen (Renard-Reihen, Renard-Serie), die auf dezimalgeometrisch gestuften Zahlenfolgen beruhen.
1952, also Jahrzehnte später, bildeten Renards Erkenntnisse die Grundlage der Norm ISO 3.

## Aérostation

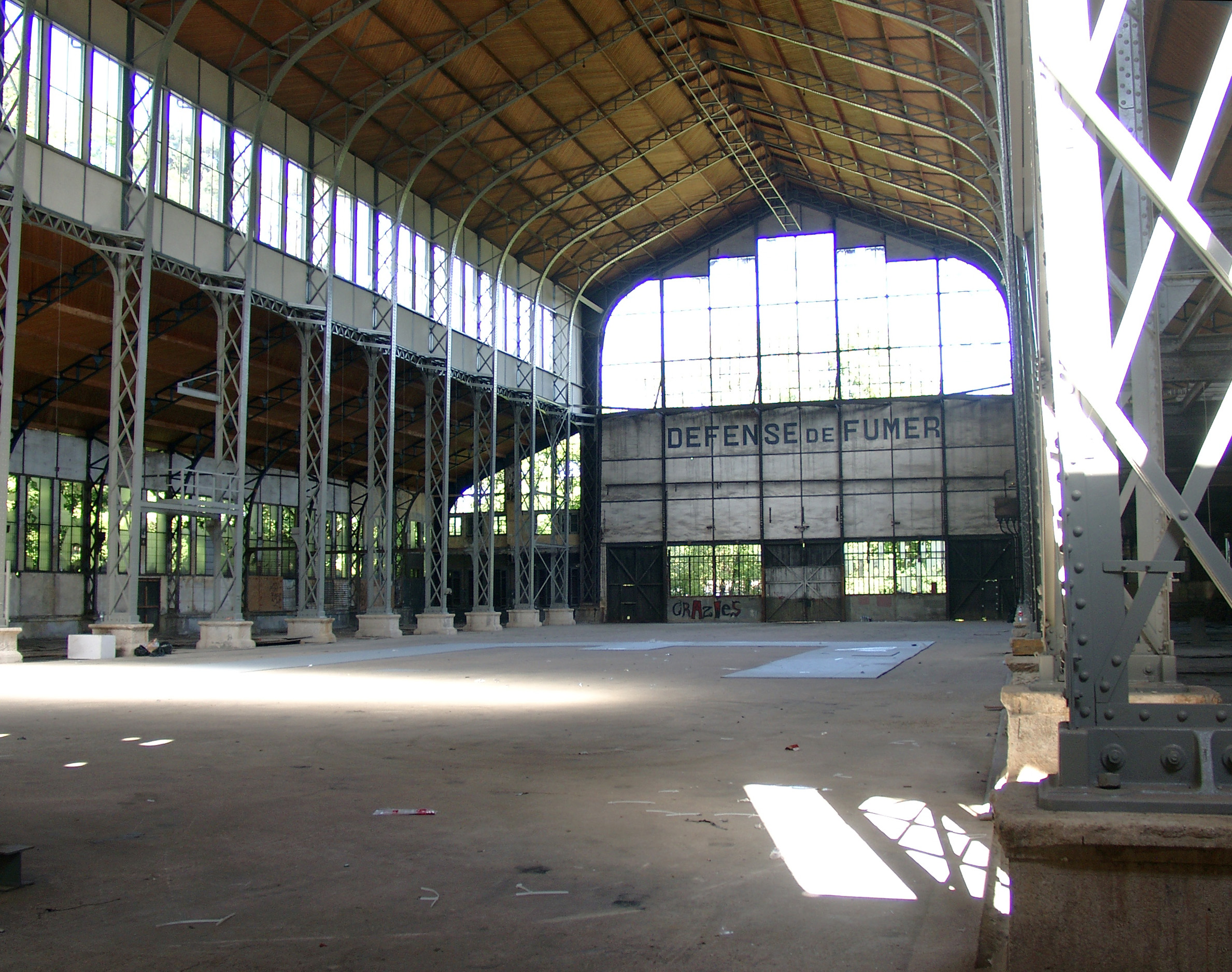
Blick in den Hangar Y.

Für die Luftfahrt und die Entwicklung von Luftschiffen und deren militärischen Nutzen interessierte sich Renard schon während der Studienzeit. Nachdem er ein funktionstüchtiges Modell eines Dirigible vorweisen konnte, erhielt er 200.000 Franc aus der Staatskasse. 1877 erfolgte die Versetzung an das Établissement Central de l’Aérostation Militaire unter Colonel de Génie Laussedat in Chalais bei Meudon, dem er bis zu seinem Tod angehörte.
Hier arbeitete er mit seinem Bruder Paul (1854–1933) am Dirigible „La France“. Ab 1878 wurden sie unterstützt vom Capitaine de Génie Arthur Constantin Krebs (1850–1935), der für den Antrieb des Luftschiffs verantwortlich war. Neben der bestehenden Werkstätte wurde eine Luftschiffhalle gebaut. Sie gilt als erste ihrer Art und entstand unter Verwendung von Elementen einer Eisenkonstruktion, die der Architekt Henri de Dion (1828–1878) für die Maschinenhalle der Weltausstellung 1878 in Paris geschaffen hatte. Dieses als Hangar Y bekannte Bauwerk ist als geschütztes Gebäude erhalten. 1879 löste Charles Renard Oberst Laussedat als Kommandant der Einrichtung ab. Krebs konstruierte einen Elektroantrieb für das Luftschiff. Dazu wurde ein Motorenlabor eingerichtet, das ebenfalls als erstes seiner Art gilt. Zu dieser Zeit, am 27. Oktober 1879, erhielt er sein Brevet als Capitaine 1er Classe.

## Luftschiff „La France“

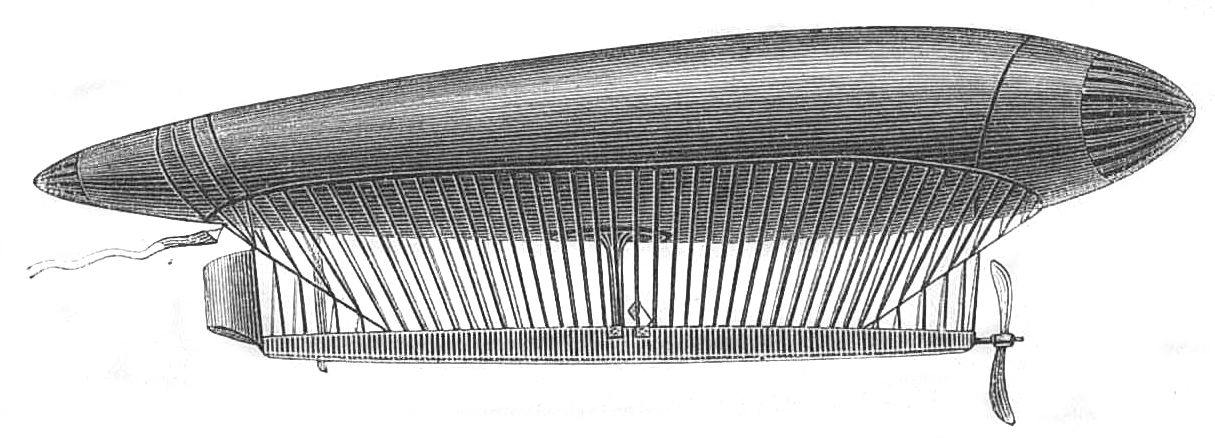
Dirigible „La France“ in einer zeitgenössischen Darstellung.

Die Entwicklung der La France erfolgte in Konkurrenz zu ähnlichen Versuchen von Henri Giffard wie auch der Brüder Albert und Gaston Tissandier (1843–1899), die etwa zeitgleich ebenfalls ein elektrisch betriebenes Luftschiff bauten. Gaston Tissandier war Gründer und Herausgeber der Zeitschrift La Nature, für die auch Arthur Krebs einschlägige Beiträge verfasste.
Das Luftschiff La France war 52 Meter lang und hatte einen Elektromotor mit 8½ PS (6,25 kW) Leistung. Der erste freie Flug mit Krebs, Charles Renard und Adrien Duté-Poitevin gelang bereits am 26. November 1878, wobei die Landung angeblich im Schlosspark des Grafen Curial erfolgte.

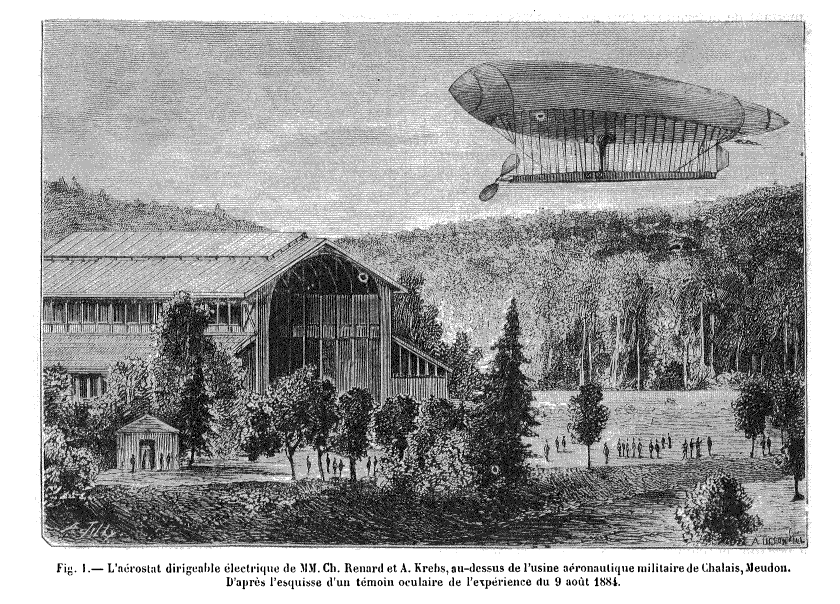
„La France“ am 9. August 1884 über dem Hangar Y im Parc de Chalais, Meudon

Mit einem Aufstieg am 9. August 1884 gelang es Renard und Krebs, einen vollends gelenkten Flug durchzuführen, bei dem das Luftschiff erstmals wieder am Ausgangspunkt landete. Es stieg beim Hangar Y auf und fuhr einen Kreis von ca. 7,6 km, der die Ortschaft Villacoublay einschloss. Die Rundfahrt dauerte 23 Minuten und La France erreichte dabei 19,8 km/h. Die Bevölkerung reagierte begeistert. Bis 1885 wurden weitere erfolgreiche Rundflüge durchgeführt. Damit war der Nachweis erbracht, dass der Bau und Betrieb eines lenkbaren Luftschiffes möglich ist.
Luftschiffe wurden von der französischen Armee bereits 1884 in der Tonkin-Kampagne während des Chinesisch-Französischen Krieges und 1900 während der China-Expedition verwendet.

## Andere Luftfahrtprojekte
Bereits 1873 beschäftigte sich Renard mit einem Gerät, das er Dirigible parachute (lenkbarer Fallschirm) nannte. Es bestand aus einer eiförmigen Kapsel, an der in mehrere Reihen übereinander bewegliche, schmale Gleitflügel angeordnet waren. Abgeworfen aus großer Höhe, sollte es ein kontrolliertes, gesteuertes Absinken zum Boden ermöglichen. Es wurde an der Weltausstellung 1889 gezeigt. Es gibt keine Hinweise auf eine praktische Erprobung.
Über viele Jahre befasste sich Renard auch mit den mathematischen Grundlagen der Konstruktion von Hubschrauberrotoren.

## Train Renard

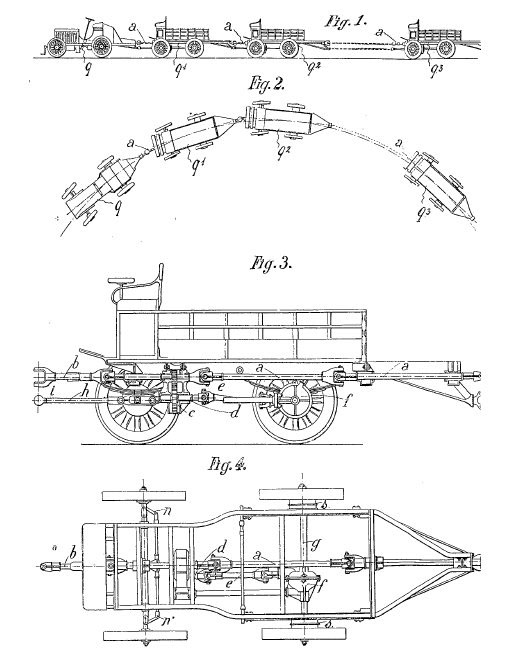
Train Renard (Patentzeichnung, 1903)

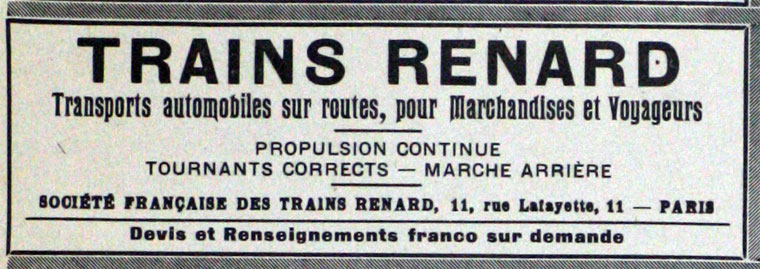
Anzeige der Société Francaise des Trains Renard.

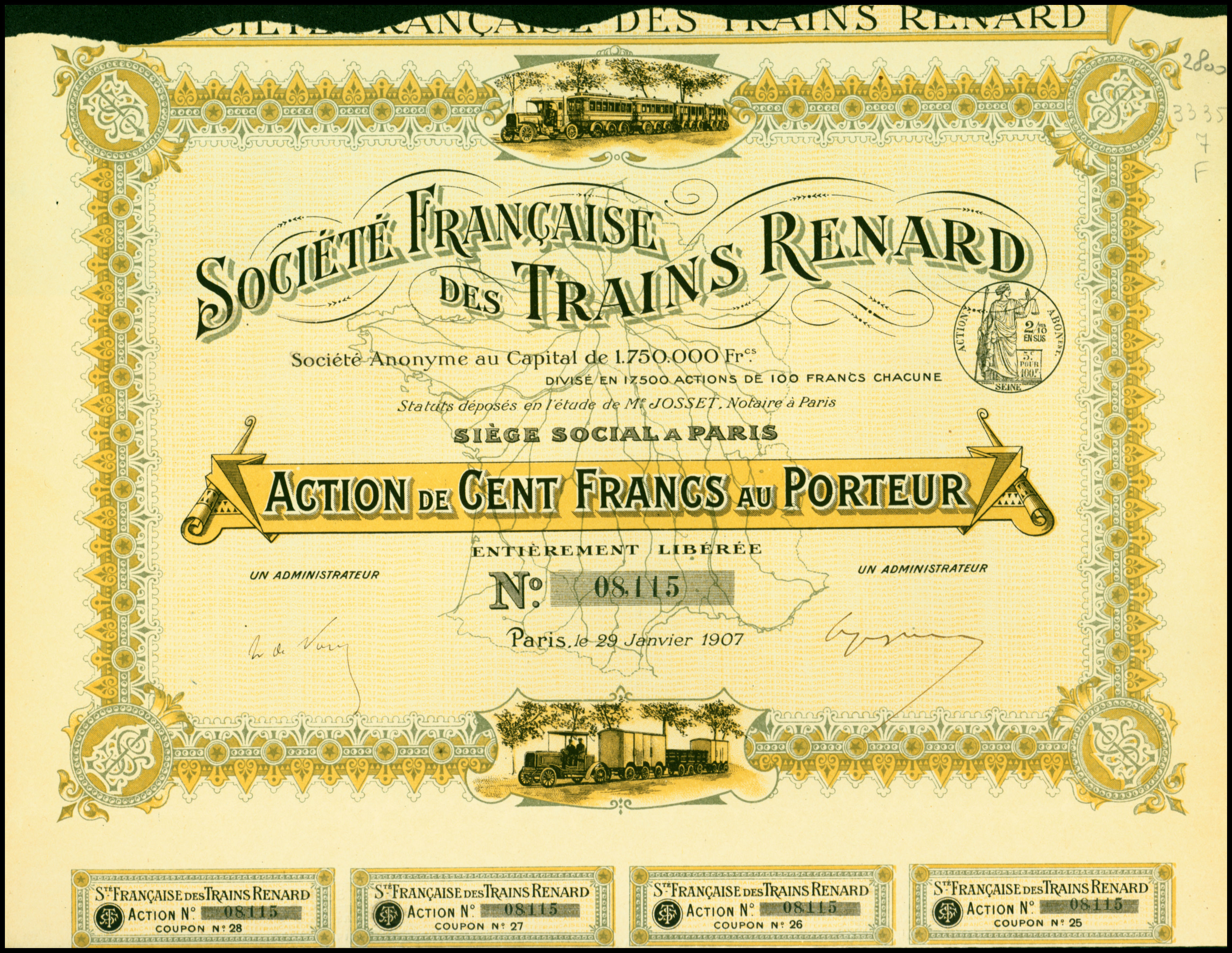
Aktie über 100 Francs der Société Francaise des Trains Renard SA vom 29. Januar 1907

Charles und Paul Renard arbeiteten an einem „Zug für die Straße“, einem innovativen Nutzfahrzeug, das in der Lage sein sollte, schwere Lasten auch auf engen Straßen zu transportieren. Zunächst beabsichtigten sie eine militärische Nutzung. Das Konzept sah eine Komposition vor mit einem „Zugfahrzeug“, genannt Locomotrice das mit einem übergroßen Motor die Antriebskraft generierte und von dem aus gelenkt wurde. Es folgten mehrere „Anhänger“ mit je zwei oder drei Achsen. Jeweils eine war als Lenk- und eine als Antriebsachse konstruiert. Letztere waren hintereinander über eine Kardanwelle mit dem Motor der Locomotrice verbunden. Weil auch diese über eine angetriebene Achse verfügte, war sie das einzige Element der Komposition, das alleine fahren konnte. Jedes Transportelement verfügte zudem über einen mit dem jeweils vorderen Fahrzeug verbundenes Gestänge, das die Lenkbewegung des vorderen Transportelements auf die eigene Lenkachse übertrug, sodass es exakt in dessen Spur fuhr. Ein Patent darauf erhielt Charles Renard 1903. Das Interesse war zunächst groß, und es gelangten einzelne Fahrzeuge nach Übersee (Kanada, USA, Südamerika) und Russland. Die Armee war mäßig interessiert, kaufte aber, wie auch die preußische Armee, einige Exemplare an. Frühe Trains Renard entstanden bei Darracq, eine Lizenzproduktion erfolgte bei der Daimler Motor Company in Großbritannien, wo etwa 200 Fahrzeuge hergestellt wurden.
Auch die kommerzielle Anwendung blieb hinter den Erwartungen zurück, weil solche Fahrzeuge sehr teuer waren und hohe Verkehrssteuern erhoben wurde. Ein beschränkter Nutzen ergab sich aus dem Einsatz als „Überland-Tram ohne Schienen“ mit Personenanhängern. So setzten kleinere Gemeinden Trains Renard als öffentliche Verkehrsmittel ein. Hier konnten sie den Vorteil ausspielen, dass sie keine Schienen benötigten. Weil Personen- und Transportelemente kombiniert werden konnten, war eine sehr flexible Nutzung möglich.
1906, knapp ein Jahr nach Renards Tod, kam es in Paris zur Gründung der Société francaise des Trains Renard. Der Sitz des mit 1,75 Mio. Francs kapitalisierten Unternehmens war an der Rue Lafayette 11. Es scheint, dass auch Fahrzeuge im Busliniendienst betrieben wurden. Das Unternehmen musste 1911 schließen.

## Späteres Leben
Charles Renard bekleidete den Rang eines Oberstleutnants, als er im Juli 1898 die Ernennung zur Ehrenlegion erhielt. Später wurde er zum Oberst befördert, sah sich in späteren Jahren jedoch vielen Widerständen ausgesetzt. Nach seinem Tod wurde in einem Nachruf angedeutet, dass er von Vorgesetzten fallen gelassen wurde und das Kommando über die Aérostation abgeben musste. Er blieb Technischer Direktor der Einrichtung und war Präsident der Ständigen Internationalen Kommission für Aeronautik. Er erfuhr aber kaum Unterstützung für seine eigenen Projekte und er sah es als große Enttäuschung, dass ihm die Aufnahme in die Académie des sciences verwehrt blieb. Mehrere Quellen sind sich darin einig, dass er seinem Leben selber ein Ende setzte.
Die offizielle Trauerfeier fand am 17. April 1905 in der Kirche St-Sulpice in Paris statt. Charles Renard ist auf dem alten Friedhof seines Geburtsorts Damblain bestattet. 1933 wurde sein Bruder Paul neben ihm beigesetzt.

## Ehrungen

Zeitgenössische Darstellung der Ballonfahrer Charles Renard, Henri Dupuy de Lôme und Arthur Constantin Krebs.

- Ritter der Ehrenlegion (12. Juli 1880)[16]
- Offizier der Ehrenlegion (10. Juli 1895)[17]
- Kommandeur der Ehrenlegion (11. Juli 1898)[13]
- Ehrenmitglied des Aéro-Club de France[15]
- Ehrenmitglied des Aeronautique Club de France[15]
- Kommandeur des Ordens des heiligen Benedikt von Avis (Portugal)[15]
- Kommandeur des Königlichen Wasaordens (Schweden)[15]
- Kommandeur des Sankt-Stanislaus-Ordens (Zarenreich Russland)[15]
- Offizier des Ordens der Heiligen Anna (Zarenreich Russland)[15]

Am Elternhaus der Renards in Damblain und am späteren Wohnhaus der Familie in Lamarche wurden Erinnerungstafeln angebracht. Nach Charles Renards Tod wurde in beiden Orten die Straße, in der sie gewohnt hatten, umbenannt in Rue du Commandant Renard. Zudem ist er seit 1960 Namensgeber für den Renard-Gletscher in der Antarktis.